# Гуд, Натали
Натали Гуд (англ. Natalie Good, род. 9 января 1990 года, Кеймбридж, Новая Зеландия) — новозеландская сноубордистка, выступающая в слоупстайле.

## Биография
На зимней Универсиаде 2013 в Трентино стала первой в истории чемпионкой игр в слоупстайле, так как данная дисциплина была только включена в программу соревнований. А также данная медаль стала первой для Новой Зеландии в истории на зимних Универсиадах.

## Спортивные достижения

### Юниорские и молодёжные достижения (U 28)
| Год  | Место проведения | Возраст | СС | ХП | ПГС | СК |
| ---- | ---------------- | ------- | -- | -- | --- | -- |
| 2009 | ЗУ Харбин        | U28     | •  | 17 | 33  | 18 |
| 2013 | ЗУ Трентино      | U28     | 1  | -  | -   | -  |